# Кутуярви
Кутуярви — пресноводное озеро на территории сельского поселения Алакуртти Кандалакшского района Мурманской области Мурманской области.

## Общие сведения
Площадь озера — 2,5 км², площадь водосборного бассейна — 200 км². Располагается на высоте 158,4 метров над уровнем моря.
Озеро неправильной треугольной формы. Берега каменисто-песчаные, преимущественно возвышенные, скалистые.
Через озеро течёт река Кутуйоки, впадающая в реку Тунтсайоки (река Тумча в верхнем течении). Тумча впадает в Тумчаозеро, которое соединяется с Сушозером. Через последнее протекает река Ковда, впадающая, в свою очередь, в Белое море.
В озере расположено не менее четырёх небольших безымянных островов.
К юго-западу от водоёма располагается село Алакуртти, от которого к Кутуярви подходят лесные дороги.
Код объекта в государственном водном реестре — 02020000511102000001052.